# Martijn Verschoor
Martijn Verschoor (ur. 4 maja 1985 w Bovensmilde) – holenderski kolarz szosowy, zawodnik grupy UCI Professional Continental Teams Team Novo Nordisk.

## Najważniejsze osiągnięcia
- 2007
  - 1. miejsce w Omloop van het Ronostrand
- 2009
  - 1. miejsce w Ronde van de Kerspelen
- 2011
  - 1. miejsce na 2. etapie Tour de Beauce